# Zespół Werdniga-Hoffmanna
Zespół Werdniga-Hoffmanna (ang. Werdnig–Hoffmann disease) – dawne określenie niemowlej postaci rdzeniowego zaniku mięśni (tzw. postaci I), rzadkiej choroby genetycznej powodującej postępujące obumieranie motoneuronów i słabnięcie mięśni szkieletowych. Opisali ją niezależnie od siebie Johann Hoffmann i Guido Werdnig.